# 鲍勃·马克
鲍勃·马克（英語：Bob Mark，1937年11月28日—2006年7月21日），澳大利亚男子网球运动员。他曾获得澳大利亚网球公开赛男子双打冠军、混合双打冠军、美国网球公开赛混合双打冠军。